# Удавові
Удавові (Boidae) — родина неотруйних змій, що містить удавів та пітонів. Характерний спосіб полювання і вбивання здобичі: нападаючи на різних ссавців та інших хребетних, удав хапає жертву зубами і одночасно душить її, обвиваючи її тіло кільцями свого тіла. До цієї родини відносяться найбільші змії, що досягають 10-метрової довжини, — сітчастий пітон (Python reticulatus) і анаконда (Eunectes murinus). Представники родини поширені в Америці, Африці, Південній Європі, Азії та на деяких островах Океанії. Зазвичай самці середнього розміру, тоді як самиці набагато більші. Назва родини походить від лат. bos — «корова», через міф, що удави переслідують корів та висмоктують їхню кров до смерті. Родина містить три підродини, що поділяються на 12 родів та приблизно 49 видів.

## Класифікація
- Удави (Boinae)
  - Мадагаскарський удав (Acrantophis)
  - Справжній удав (Boa)
  - Тихоокеанський удав (Candoia)
  - Вузькочеревний удав (Corallus)
  - Гладкогубий удав (Epicrates)
  - Анаконда (Eunectes)
  - Деревний мадагаскарський удав (Sanzinia)

- Піщані удави (Erycinae)
  - Калабарія (Calabaria)
  - Гумова змія (Charina)
  - Удавчик (Eryx)
  - Каліфорнійський удав (Lichanura)

- Американські карликові удави (Ungaliophiinae)
  - Мексиканський карликовий удав (Exiliboa)
  - Карликовий удав (Ungaliophis)